# Chaitophorus pakistanicus
Chaitophorus pakistanicus är en insektsart som beskrevs av Hille Ris Lambers 1966. Chaitophorus pakistanicus ingår i släktet Chaitophorus och familjen långrörsbladlöss. Inga underarter finns listade i Catalogue of Life.